# 4:44 - Ultimo giorno sulla terra
4:44 - Ultimo giorno sulla terra (4:44 Last Day on Earth) è un film del 2011 diretto da Abel Ferrara.

## Trama
La Terra è destinata a scomparire, come più volte è stato profetizzato. Un attore e una pittrice decidono, pertanto, di passare gli ultimi istanti insieme, in un appartamento situato nel quartiere Lower East Side.

## Produzione
L'intero film è stato girato a New York.
Originariamente, il ruolo di Cisco doveva essere interpretato da Ethan Hawke.
È l'ultima apparizione sul grande schermo di Anita Pallenberg.

## Distribuzione
Presentato in anteprima al Festival di Venezia, il film è uscito nelle sale internazionali tra il 2011 e il 2012. È stato edito, successivamente, in formato home video.

## Accoglienza
Sul sito MyMovies.it, la pellicola è recensita positivamente. Il critico Emanuele Sacchi considera l'opera di Ferrara «carnale e conviviale, un dramma apocalittico che restituisce al pubblico la sensazione di un abbraccio famigliare».